# Princethorpe
Princethorpe är en ort och civil parish i Storbritannien.   Den ligger i grevskapet Warwickshire och riksdelen England, i den södra delen av landet, 130 km nordväst om huvudstaden London. Princethorpe ligger 73 meter över havet och antalet invånare är 382.
Terrängen runt Princethorpe är platt. Runt Princethorpe är det ganska tätbefolkat, med 116 invånare per kvadratkilometer. Närmaste större samhälle är Coventry, 10,5 km nordväst om Princethorpe. Trakten runt Princethorpe består till största delen av jordbruksmark.